# Giulio Berruti (acteur)
Pour les articles homonymes, voir Giulio Berruti et Berruti.
Giulio Berruti est un acteur italien né le 27 septembre 1984 à Rome.

## Carrière
Il a fait des études de médecine pour devenir dentiste. Giulio a obtenu un diplôme scientifique et un professionnel de technicien dentaire. Et il est diplômé de l'Université romaine Tor vergata en 2010 en tant que dentiste. Il a également une passion pour la mécanique et fait breveté un système pour les maîtres nageurs sauveteurs. 
En 2014 il participe à Ballando con le stelle 10, accompagné Samanta Togni. Il atteindra la finale lors de la 10e semaine de compétition.

## Vie privée
Il a un frère agent de police. Son père est un chirurgien ophtalmologue et sa mère est une avocate.
Berruti avait une petite amie actrice Anna Safrontchik qui l'accompagnait dans ses séries notamment "la figlia di elisa" dans le rôle de Vittoria et dans "le faucon et la colombe."
Il est en couple avec l'avocate et femme politique Maria Elena Boschi.

## Filmographie sélective

### Cinéma
- 2008 : Deadly Kitesurf d'Antonio De Feo : Dario
- 2010 : Bon appétit de David Pinillos : Hugo
- 2011 : Bienvenue à Monte-Carlo de Thomas Bezucha : le prince Domenico Da Silvano
- 2012 : 10 regole per fare innamorare de Cristiano Bortone : Ettore
- 2012 : Goltzius et la Compagnie du Pélican (Goltzius and the Pelican Company) de Peter Greenaway : Thomas Boethius
- 2012 : L'amore è imperfetto de Francesca Muci : Marco
- 2014 : Je t'aime à l'italienne de Max Giwa et Dania Pasquini : Raf
- 2014 : Maid for You d'Alessandro Capone : Castellano
- 2015 : Body of Deceit de Alessandro Capone
- 2020 : Gabriel's Inferno de Tosca Musk : Gabriel Owen Emerson
- 2020 : Downhill de Nat Faxon et Jim Rash
- 2021 : Hitman and Bodyguard 2 (The Hitman's Wife's Bodyguard) de Patrick Hughes : le garde du yacht

### Télévision
- 2007 : La figlia di Elisa - Ritorno a Rivombrosa : Andrea Casalegno
- 2009 : Il falco e la colomba : Giulio Branciforte (6 épisodes)
- 2011 : Angeli e diamanti : Giuseppe
- 2011 : Sangue caldo :  Manuele Signori
- 2014 : Je t'aime à l'italienne (Walking on Sunshine) : Raf